# クラブハウス (テレビドラマ)
『クラブハウス』 (Clubhouse) は、アイコン・プロダクションズがスペリング・テレヴィジョンと提携して制作し、ジェレミー・サンプター/ディーン・ケイン/クリストファー・ロイド/メア・ウィニンガム/キルステン・ストームズらの出演したアメリカ合衆国のテレビドラマシリーズである。主題歌「〔アウア・ライヴス〕」はザ・コーリングが手掛けた。
この番組は2004年の秋に前半の5話がCBSとその系列局にてHDTVとアナログ・プログラム(Analog program)の両方で放送されたが、後続の6本の追加エピソードはCBSの放送電波には乗らず2005年6月にHDネット(HDNet)での公開となった。2009年の暮れにはユニヴァーサルHD(Universal HD)が再放送している。

## 構成
当シリーズは、憧れのメジャー・リーグ球団〔ニューヨーク・エンパイアス〕(New York Empires)のバット・ボーイ(Batboy)を務めるという夢を叶えた少年を主人公にしている。16歳のピート・ヤング(Pete Young)がティーンエイジャーの抱える普通の、そしてまた普通とは言い難い問題に直面していく一方、同じく十代で反抗期の只中にあるピートの姉妹が飲酒・不純異性交遊・脱法薬物(Recreational drug use)濫用等に手を出してしまう等の物語が描かれた。
この作品は、ウィリアムズ大学とフォーダム大学ロースクールを卒業したニューヨーク市在住のマシュー・マッゴー(Matthew McGough)がニューヨーク・ヤンキースのバット・ボーイを務めていた頃の経験に基づいている。
- 『バット・ボーイ：カミング・オブ・エイジ・ウィズ・ザ・ニューヨーク・ヤンキース』"Bat Boy: Coming of Age with the New York Yankees" ISBN 978-0-307-27864-7 ダブルデイ 2005年

## キャスト
- ジェレミー・サンプター - ピート・ヤング
- ディーン・ケイン - コンラッド・ディーン
- ダン・バード - マイク・ドハティ
- キルステン・ストームズ - ベッツィー・ヤング
- メア・ウィニンガム - リン・ヤング
- クリストファー・ロイド - ルー・ルッソ
- J・D・パルド - ホセ・マルケス
- ジョン・オーティス - カルロス・タヴァレス

### リカーリング・キャスト
- マイケル・ジェイ・ホワイト (Michael Jai White) - エリス・ヘイズ
- ガブリエル・サルヴァドール (Gabriel Salvador) - クリス・ポンテコルヴォ
- ケヴィン・G・シュミット (Kevin G. Schmidt) - ブラッド・サミンスキー
- トニー・エルヴォリナ (Tony Ervolina) - ボビー
- リー・パイプス (Leah Pipes) - ジェシー
- スティーヴ・トロンブリィ (Steve Trombly) - ブルドッグ
- ブライアン・タハッシュ (Brian Tahash) - チャック
- アル・ホワイト (Al White) - ジョー・ロス
- ナンシー・カッサロ (Nancy Cassaro) - グウェン
- スペンサー・グラマー (Spencer Grammer) - シーラ
- チェリー・ジョーンズ (Cherry Jones) - マリー修道女
- ジム・ナンツ (Jim Nantz) - 本人役
- リチャード・スタインメッツ (Richard Steinmetz) - ジェネラル・マネージャー
- グレグ・ボンド (Greg Bond) - ラドニック
- クリストファー・ウィール (Christopher Wiehl) - ケニー・ベインズ
- チャールズ・S・ダットン (Charles S. Dutton) - スチュアート・トルーマン
- デリック・マクミロン (Derrick McMillon) - ターンブル刑事

## エピソード・リスト
| 話数 | 題名                                    | 放送日         | 放送局   |
| ---- | --------------------------------------- | -------------- | -------- |
| 1    | "パイロット / Pilot"                    | 2004年9月26日  | CBS      |
| 2    | "スランプ脱却 / Breaking a Slump"       | 2004年9月28日  | CBS      |
| 3    | "危険球 / Chin music"                   | 2004年10月12日 | CBS      |
| 4    | "トレード交渉 / Trade Talks"            | 2004年10月19日 | CBS      |
| 5    | "観客守備妨害 / Spectator Interference" | 2004年11月6日  | CBS      |
| 6    | "遠征 / Road Trip"                      | 2005年6月30日  | HDネット |
| 7    | "一本間 / Between First and Home"       | 2005年7月7日   | HDネット |
| 8    | "本盗 / Stealing Home"                  | 2005年7月14日  | HDネット |
| 9    | "セーヴ / Save Situation"               | 2005年7月21日  | HDネット |
| 10   | "引退選手試合 / Old Timers Day"         | 2005年7月28日  | HDネット |
| 11   | "選手代表 / Player Rep"                 | 2005年8月4日   | HDネット |